# Hagenthal-le-Bas
Hagenthal-le-Bas é uma comuna francesa na região administrativa de Grande Leste, no departamento Alto Reno. Estende-se por uma área de 6,18 km². Em 2010 a comuna tinha 1 242 habitantes (densidade: 201 hab./km²).